# Premi del Cinema Europeu al millor actor
El Premi del Cinema Europeu al millor actor és un guardó que s'atorga als Premis del Cinema Europeu anuals a un actor de cinema que ha fet una actuació destacada. Els premis els lliura l'Acadèmia de Cinema Europeu (EFA) i es van lliurar per primera vegada el 1988 a l'actor suec Max von Sydow pel seu paper de Lassefar «Lasse» Karlsson a Pelle, el conqueridor.
Daniel Auteuil, Toni Servillo i Mads Mikkelsen són els únics actors que han rebut aquest premi més d'una vegada amb dues victòries cadascun. A més, Mads Mikkelsen és l'actor més nominat de la categoria amb un total de cinc nominacions.

## Guanyadors i nominats

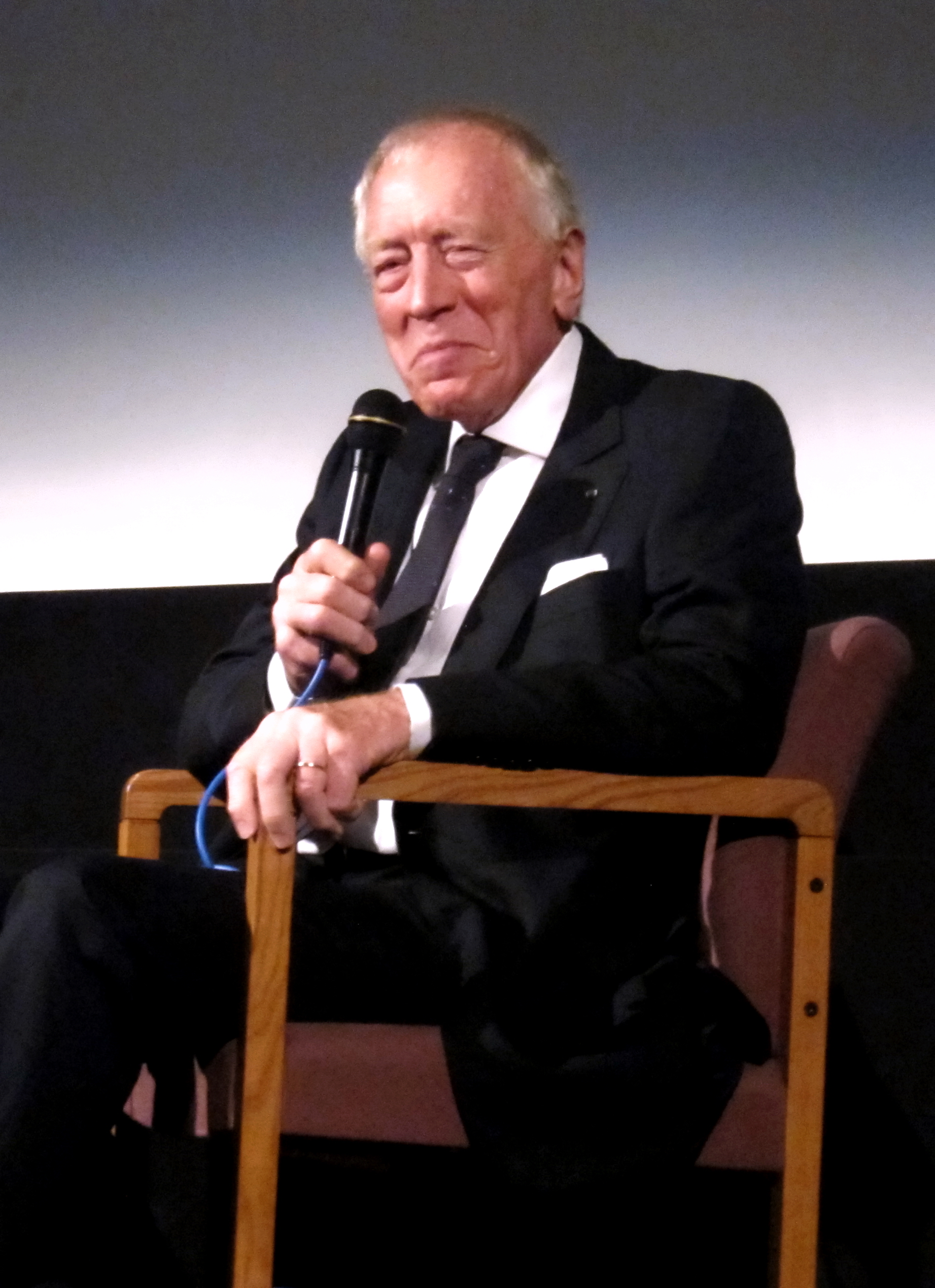
Max von Sydow va guanyar pel seu paper a Pelle, el conqueridor el 1988.

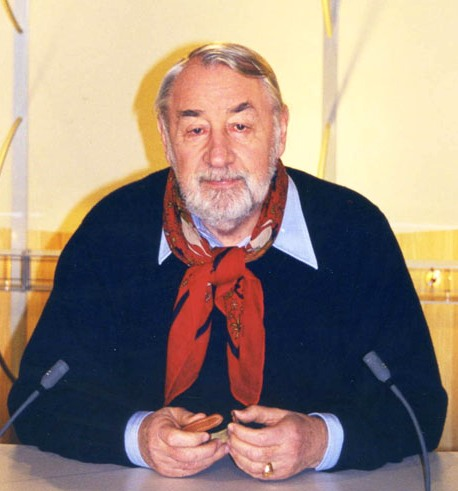
Philippe Noiret va guanyar pel seu paper a La vida i res més i Cinema Paradiso in 1989.

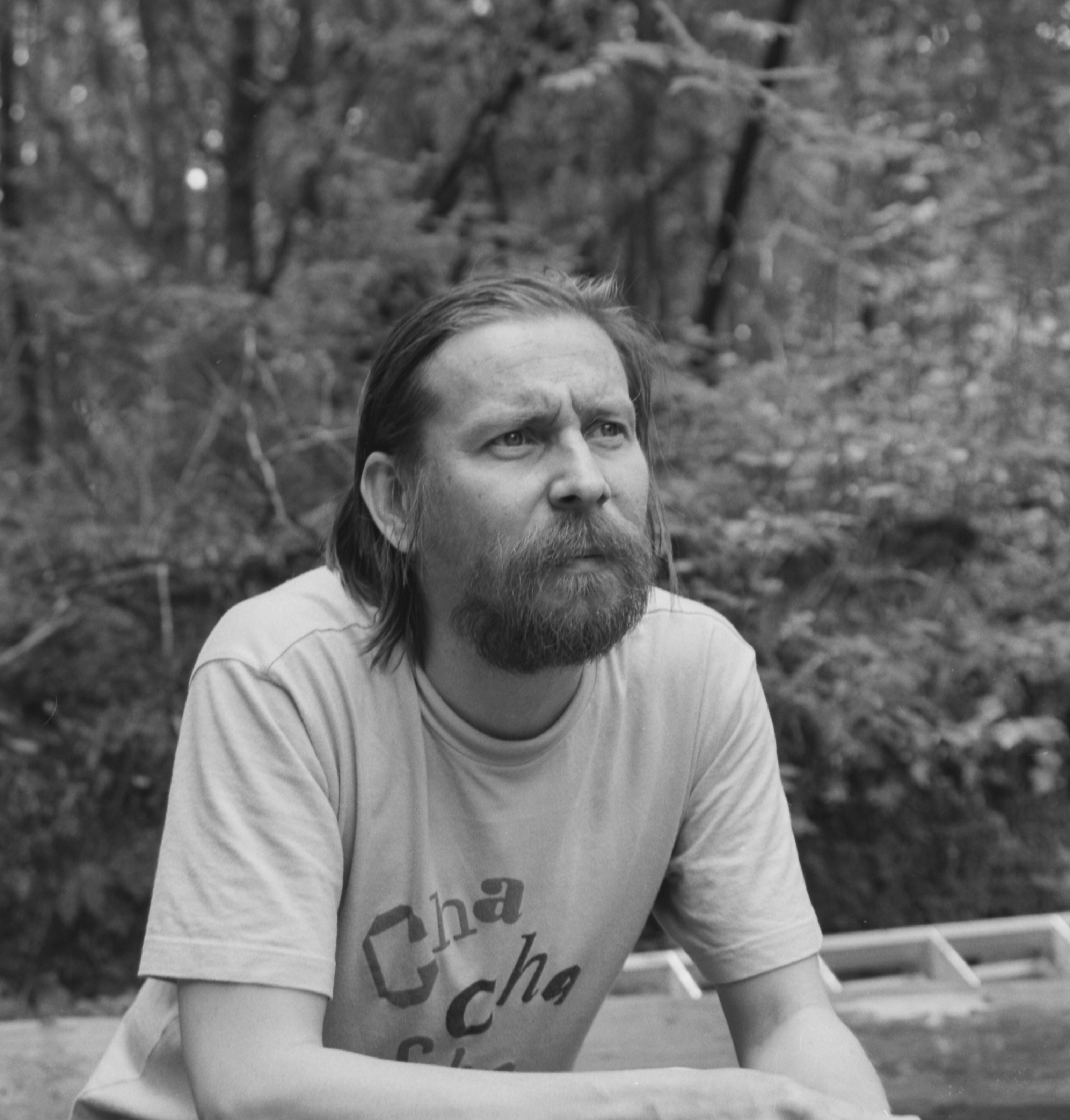
Matti Pellonpää va guanyar pel seu paper a La Vie de bohème in 1992.

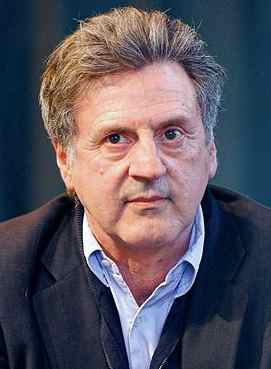
Daniel Auteuil va guanyar dos cops pels seus papers a Un cor a l'hivern (1993) i Caché (2005).

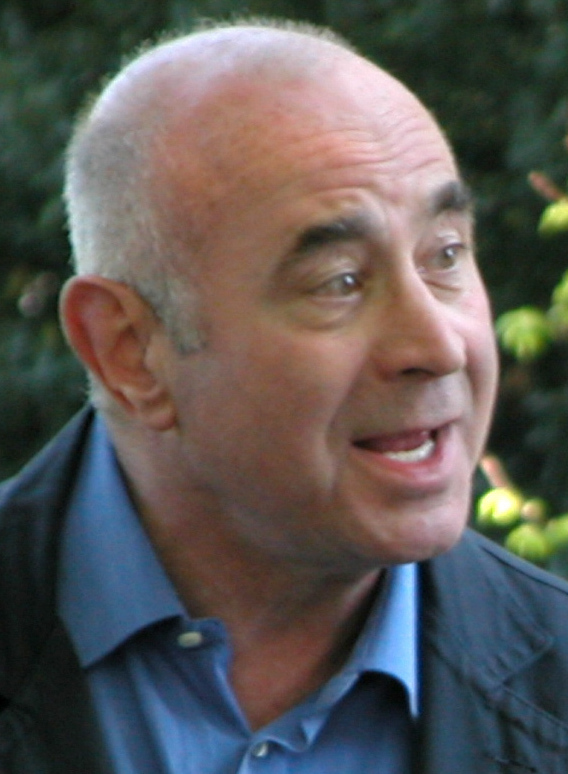
Bob Hoskins va guanyar pel seu paper a Twenty Four Seven el 1997.

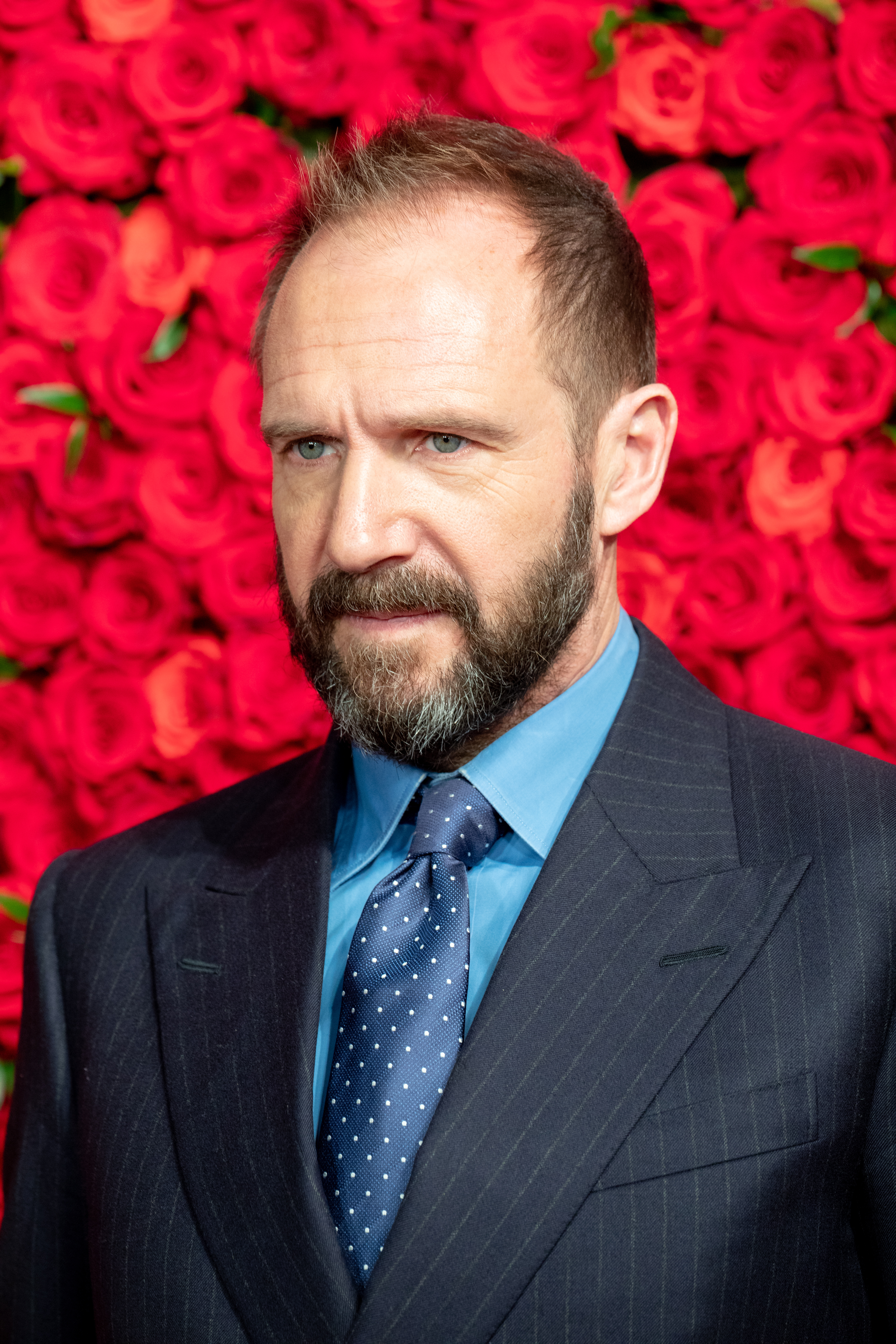
Ralph Fiennes va guanyar pel seu paper a Sunshine el 1999.

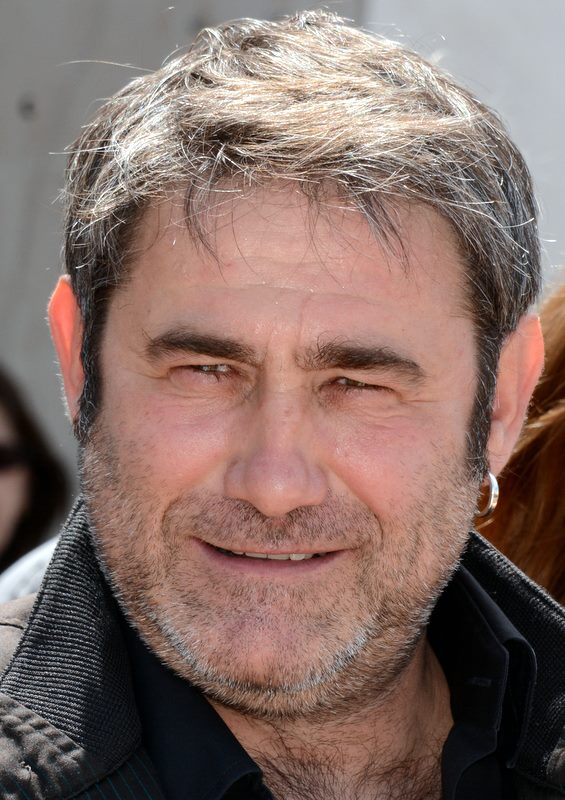
Sergi López va guanyar pel seu paper a Harry, un amic que us estima el 2000.

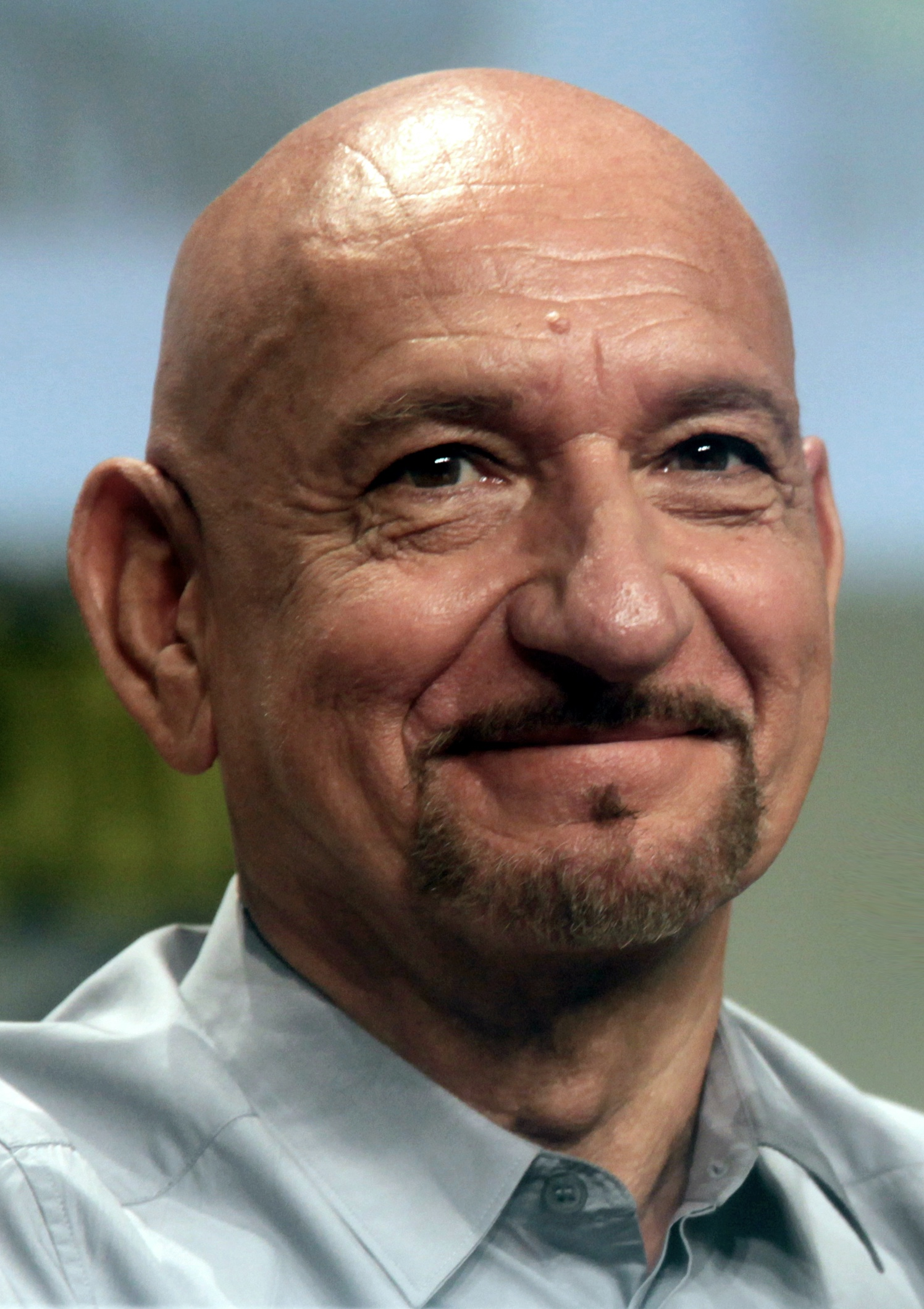
Ben Kingsley va guanyar pel seu paper a Sexy Beast el 2001.

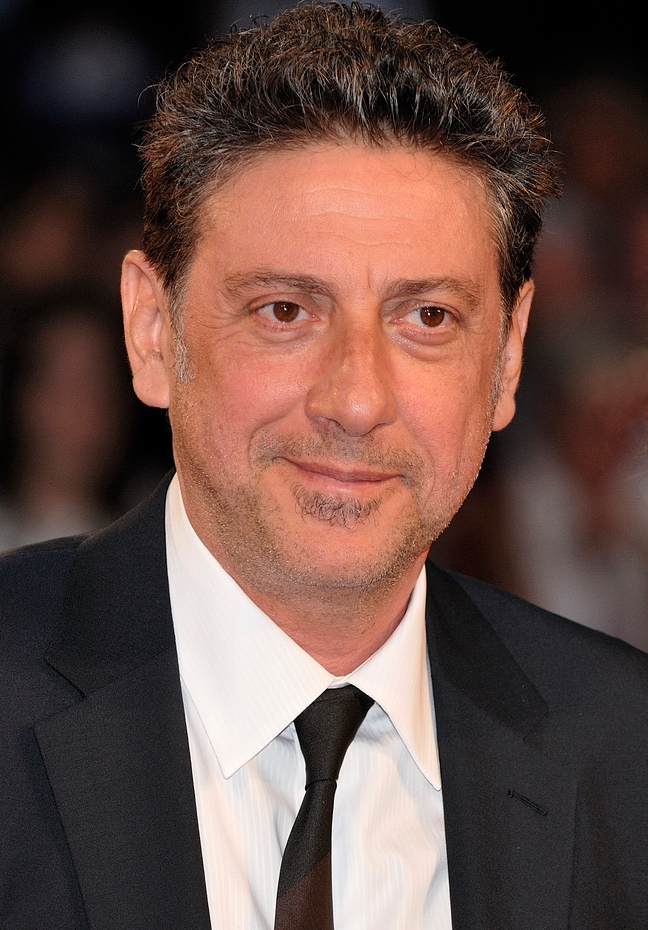
Sergio Castellitto va guanyar pels seus papers a Bella Martha i L'ora di religione el 2002.

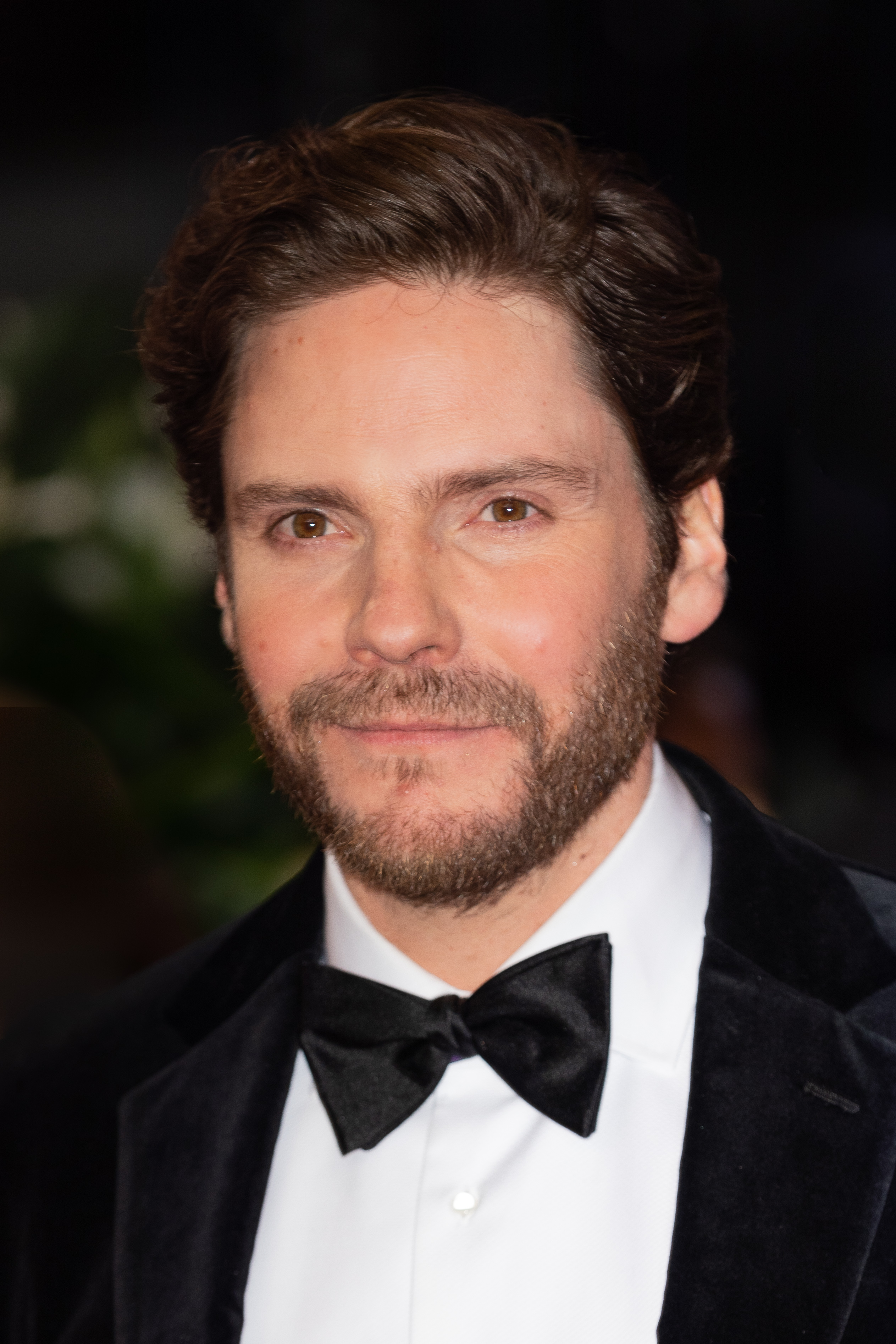
Daniel Brühl va guanyar pel seu paper a Good Bye Lenin! el 2003.

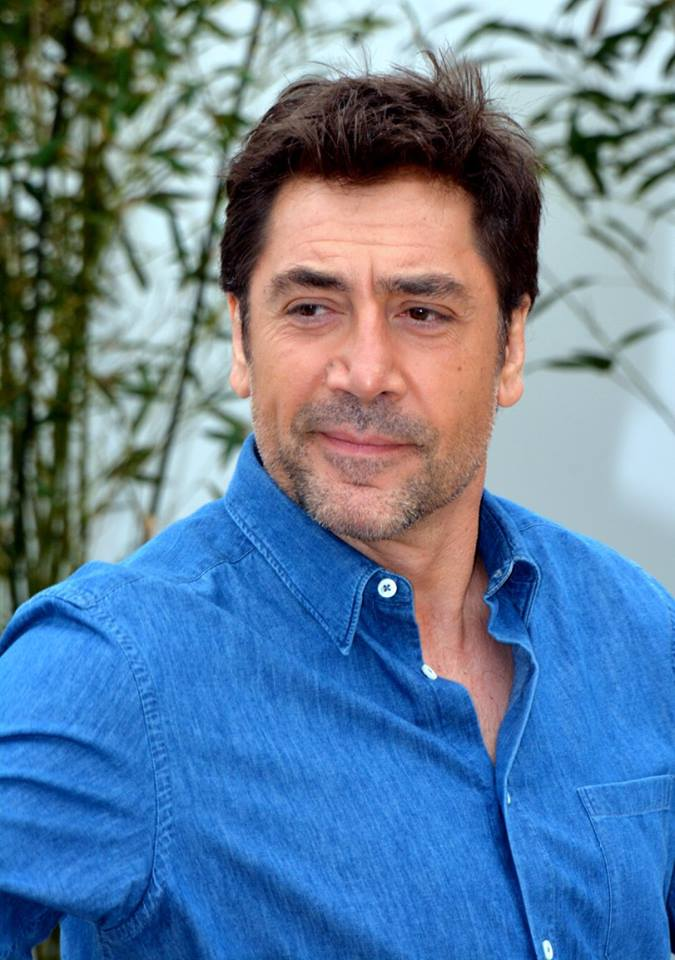
Javier Bardem va guanyar pel seu paper a Mar adentro in 2004.

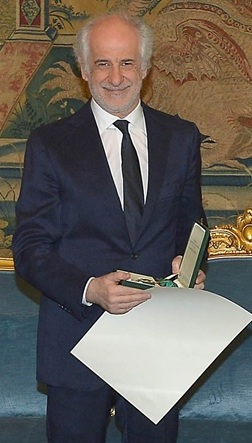
Toni Servillo va guanyar dos cops pels seus papers a Il Divo i Gomorra (2008) i La grande bellezza (2013).

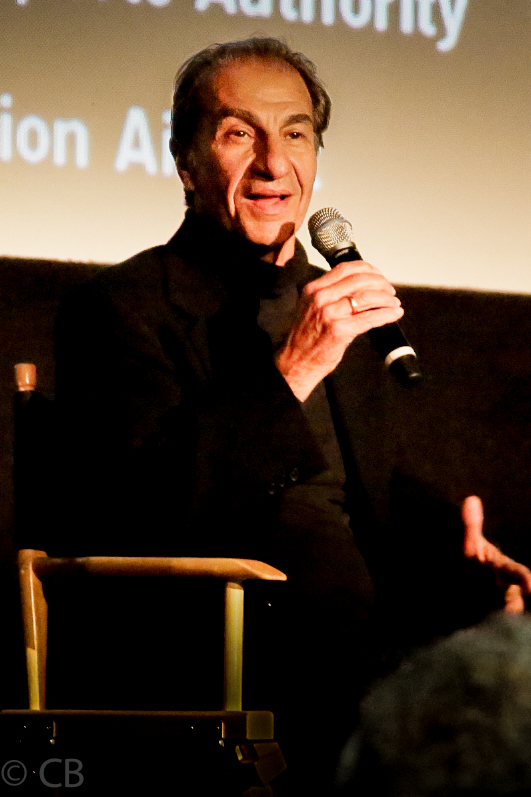
Sasson Gabai va guanyar pel seu paper a Bikur Ha-Tizmoret el 2007.

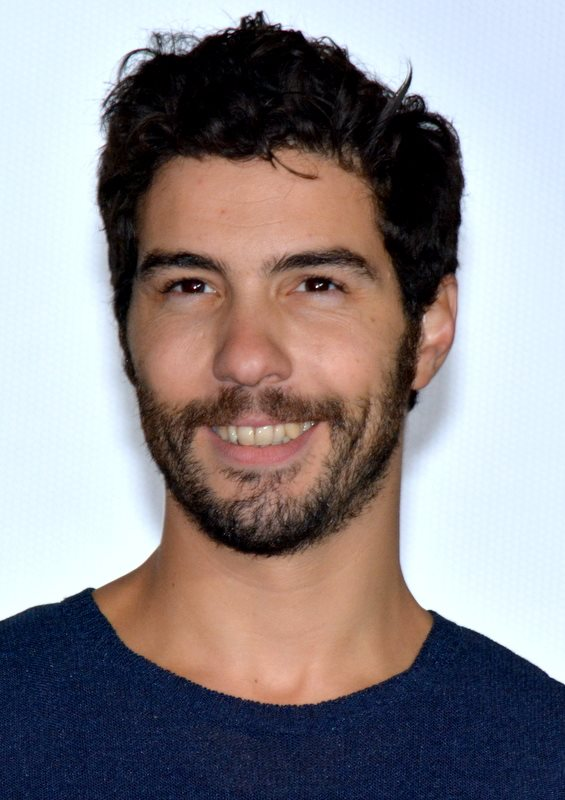
Tahar Rahim va guanyar pel seu paper a Un profeta el 2009.

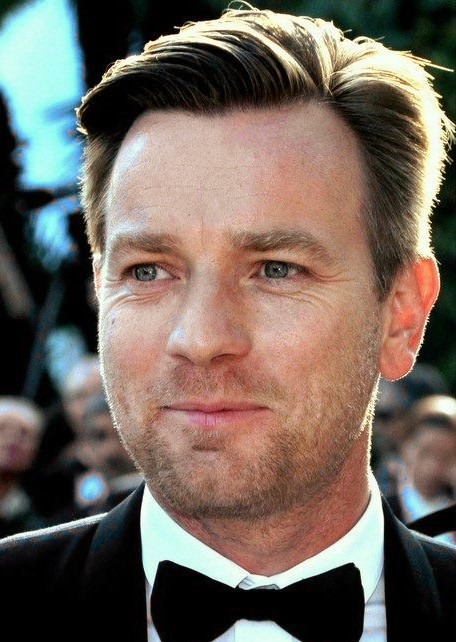
Ewan McGregor va guanyar pel seu paper a L'escriptor el 2010.

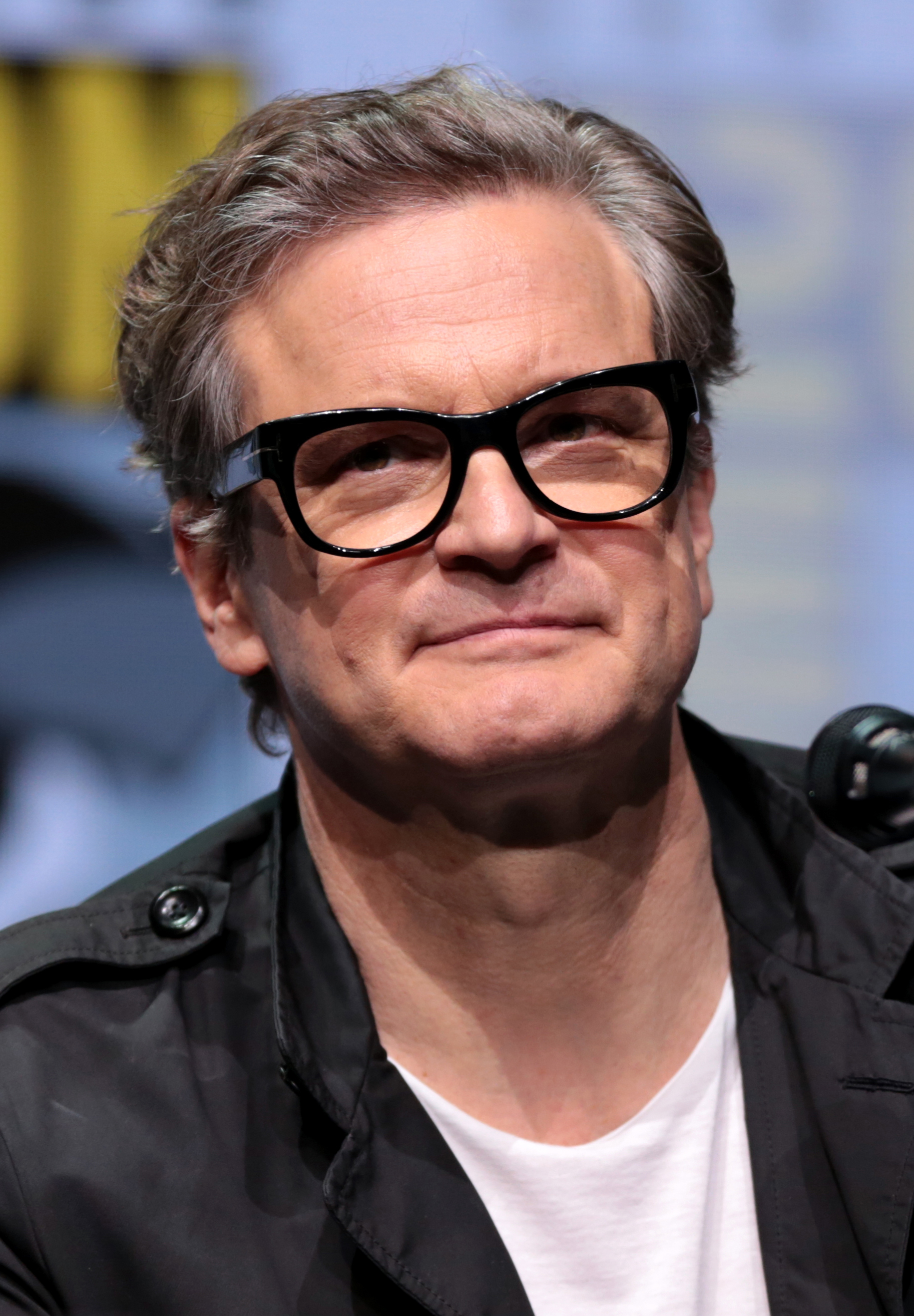
Colin Firth va guanyar pel seu paper a El discurs del rei el 2011.

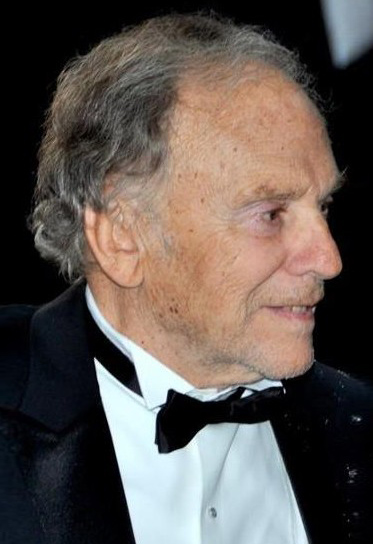
Jean-Louis Trintignant va guanyar pel seu paper a Amor el 2012.

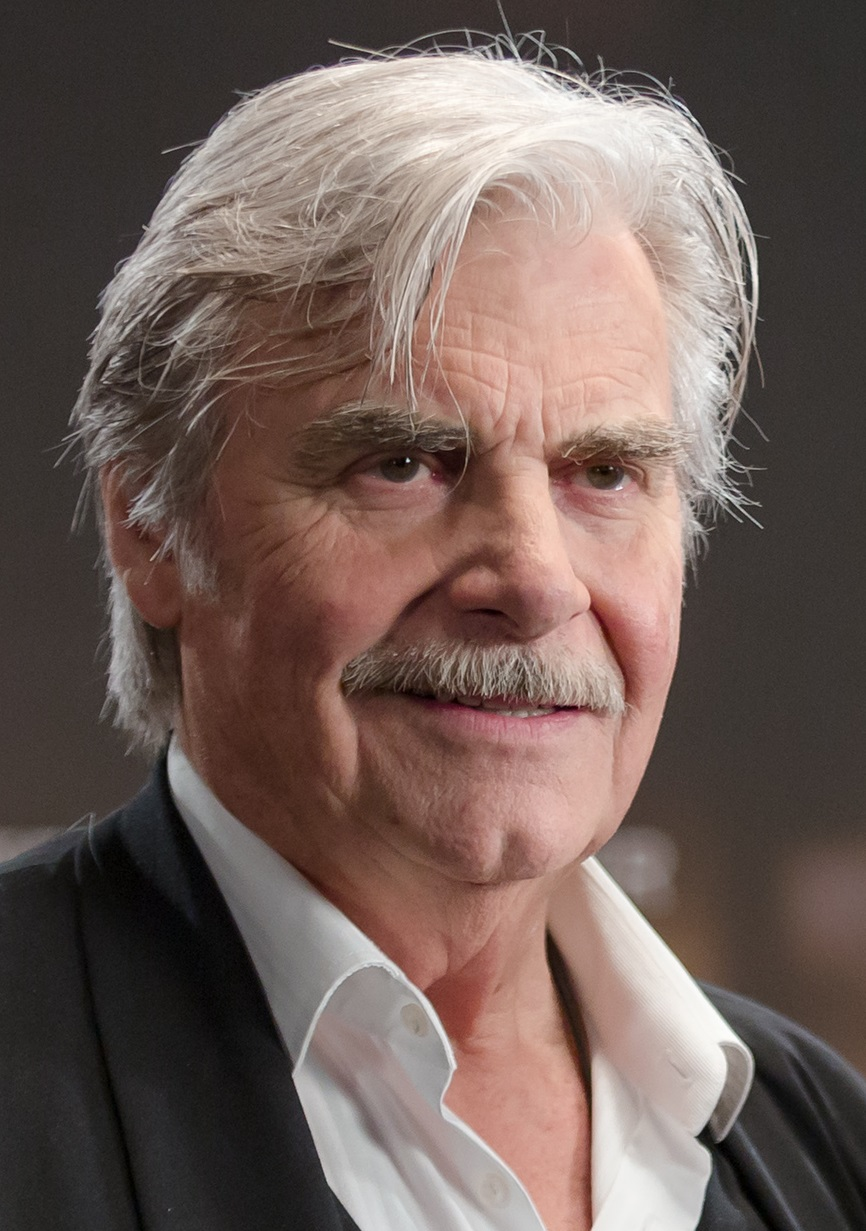
Peter Simonischek va guanyar pel seu paper a Toni Erdmann el 2016.

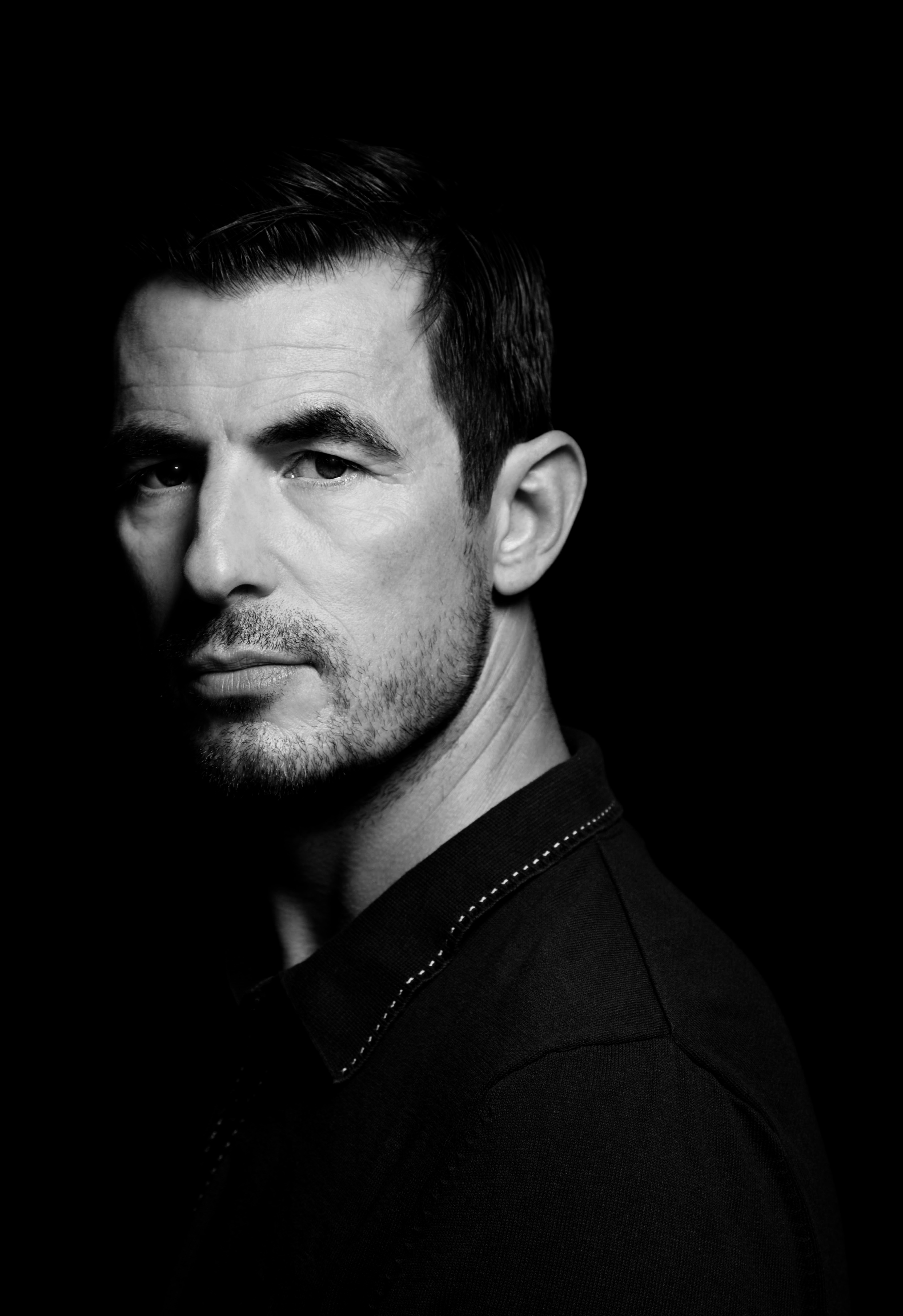
Claes Bang va guanyar pel seu paper a The Square el 2017.

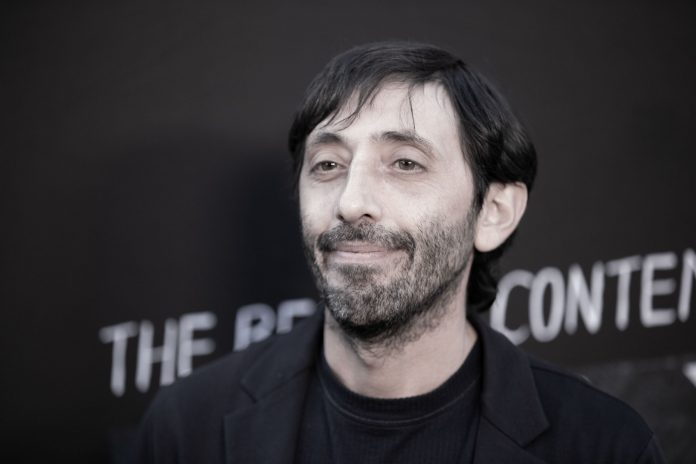
Marcello Fonte va guanyar pel seu paper a Dogman el 2018.

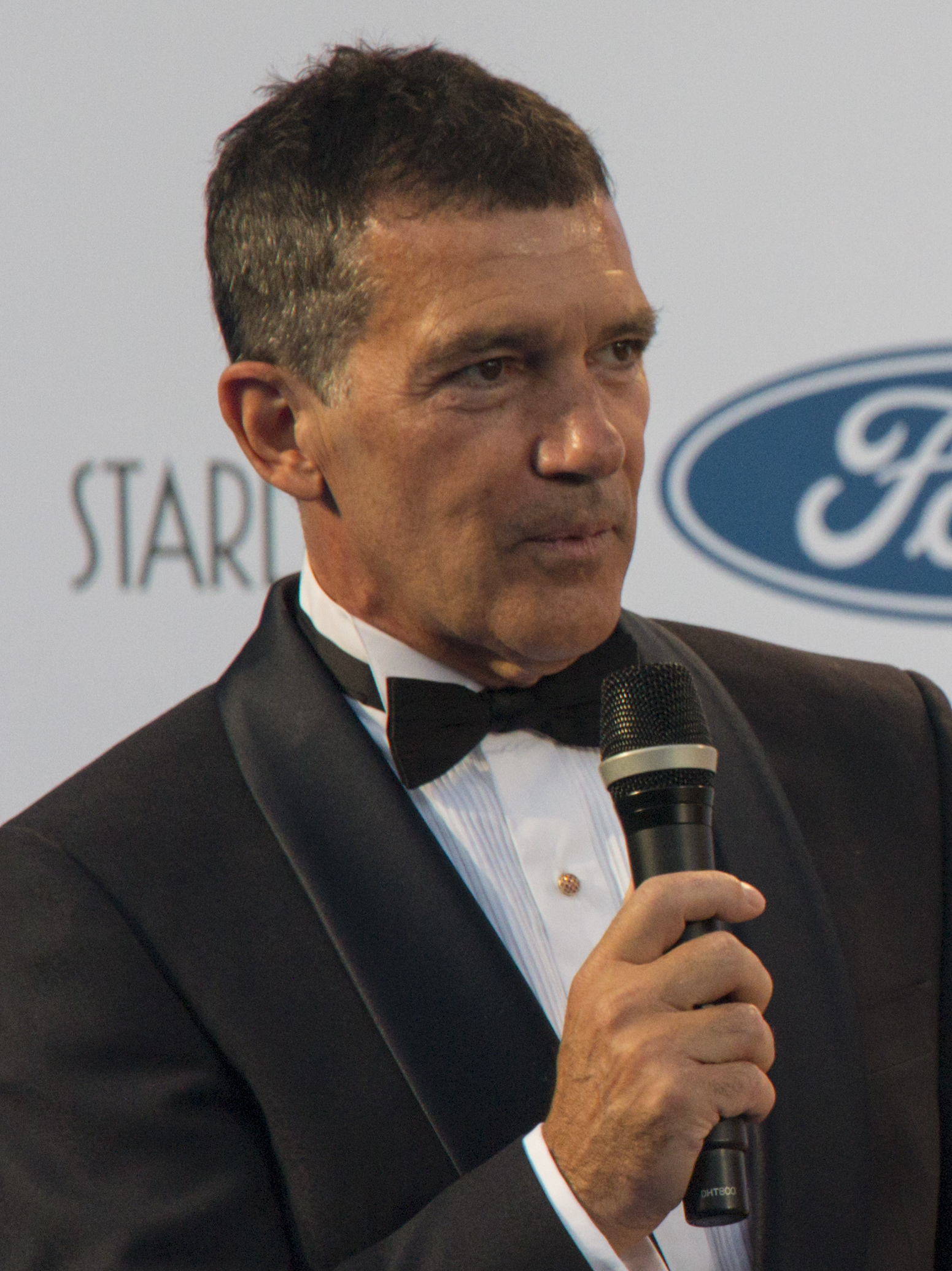
Antonio Banderas va guanyar pel seu paper a Dolor y gloria el 2019.

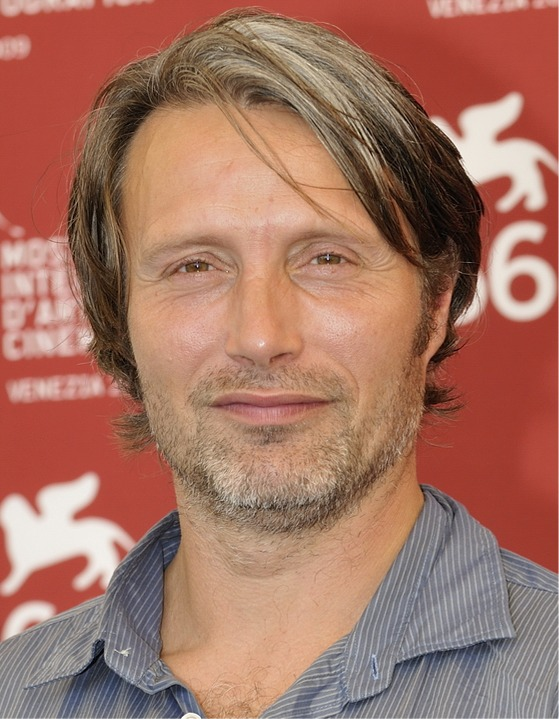
Mads Mikkelsen va guanyar pel seu paper a Una altra ronda el 2020.

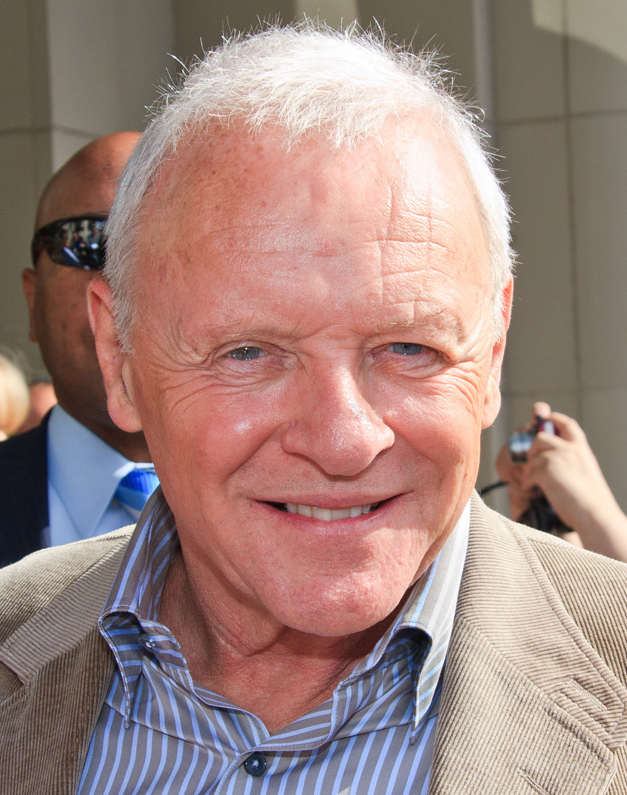
Anthony Hopkins va guanyar pel seu paper a El pare el 2021.

### 1980s
| Any        | Guanyador i nominats  | Títol                             | Personatge                          |
| ---------- | --------------------- | --------------------------------- | ----------------------------------- |
| 1988 (1rs) | Max von Sydow         | Pelle, el conqueridor             | Lassefar "Lasse" Karlsson           |
| 1988 (1rs) | Klaus Maria Brandauer | Hanussen                          | Klaus Schneider / Erik Jan Hanussen |
| 1988 (1rs) | Alfredo Landa         | El bosque animado                 | Malvís / Bandid Fendetestas         |
| 1988 (1rs) | Udo Samel             | Mit meinen heißen Tränen          | Franz Schubert                      |
| 1988 (1rs) | Dorel Vişan           | Iacob                             | Iacob                               |
| 1989 (2ns) | Philippe Noiret       | La vida i res més Cinema Paradiso | Commandant Delaplane Alfredo        |
| 1989 (2ns) | Daniel Day-Lewis      | My Left Foot                      | Christy Brown                       |
| 1989 (2ns) | Davor Dujmović        | Dom za vešanje                    | Perhan                              |
| 1989 (2ns) | Károly Eperjes        | Eldorádó                          | Sándor Monori                       |
| 1989 (2ns) | Jozef Króner          | Ti, koyto si na nebeto            | Georg Henih                         |

### 1990s
| Any         | Guanyador i nominats | Títol                             | Personatge                                                                                         |
| ----------- | -------------------- | --------------------------------- | -------------------------------------------------------------------------------------------------- |
| 1990 (3rs)  | Kenneth Branagh      | Enric V                           | Enric V d'Anglaterra                                                                               |
| 1990 (3rs)  | Gérard Depardieu     | Cyrano de Bergerac                | Cyrano de Bergerac                                                                                 |
| 1990 (3rs)  | Philip Zandén        | Skyddsängeln                      | Jacob                                                                                              |
| 1991 (4ts)  | Michel Bouquet       | Toto le héros                     | Thomas                                                                                             |
| 1991 (4ts)  | Claudio Amendola     | Ultrà                             | Principe                                                                                           |
| 1991 (4ts)  | Richard Anconina     | Le Petit Criminel                 | Gérard                                                                                             |
| 1992 (5ns)  | Matti Pellonpää      | La Vie de bohème                  | Rodolfo                                                                                            |
| 1992 (5ns)  | Denis Lavant         | Les Amants du Pont-Neuf           | Alex                                                                                               |
| 1992 (5ns)  | Enrico Lo Verso      | Nens robats                       | Antonio                                                                                            |
| 1993 (6ns)  | Daniel Auteuil       | Un cor a l'hivern                 | Stéphane                                                                                           |
| 1993 (6ns)  | Carlo Cecchi         | Morte di un matematico napoletano | Renato Caccioppoli                                                                                 |
| 1993 (6ns)  | Jan Decleir          | Daens                             | Adolf Daens                                                                                        |
| 1994 (7ns)  | No es va concedir    | No es va concedir                 | No es va concedir                                                                                  |
| 1995 (8ns)  | No es va concedir    | No es va concedir                 | No es va concedir                                                                                  |
| 1996 (9ns)  | Ian McKellen         | Richard III                       | Ricard III d'Anglaterra                                                                            |
| 1997 (10ns) | Bob Hoskins          | Twenty Four Seven                 | Alan Darcy                                                                                         |
| 1997 (10ns) | Mario Adorf          | Rossini                           | Paolo Rossini                                                                                      |
| 1997 (10ns) | Jerzy Stuhr          | Historie miłosne                  | El professor universitari / El sacerdot / Col. Jerzy Matałowski / Presoner Zdzisław Filip / Petent |
| 1997 (10ns) | Philippe Torreton    | Capitaine Conan                   | Conan                                                                                              |
| 1998 (11ns) | Roberto Benigni      | La vida és bella                  | Guido Orefice                                                                                      |
| 1998 (11ns) | Javier Bardem        | Carne trémula                     | David                                                                                              |
| 1998 (11ns) | Peter Mullan         | My Name Is Joe                    | Joe Kavanagh                                                                                       |
| 1998 (11ns) | Ulrich Thomsen       | Festen                            | Christian Klingenfeldt-Hansen                                                                      |
| 1999 (12ns) | Ralph Fiennes        | Sunshine                          | Ignatz Sonnenschein (Sors) / Adam Sors / Ivan Sors                                                 |
| 1999 (12ns) | Anders W. Berthelsen | Mifunes sidste sang               | Kresten                                                                                            |
| 1999 (12ns) | Rupert Everett       | An Ideal Husband                  | Lord Arthur Goring                                                                                 |
| 1999 (12ns) | Götz George          | Nichts als die Wahrheit           | Josef Mengele                                                                                      |
| 1999 (12ns) | Philippe Torreton    | Avui comença tot                  | Daniel Lefebvre                                                                                    |
| 1999 (12ns) | Ray Winstone         | The War Zone                      | Dad                                                                                                |

### 2000s
| Any         | Guanyador i nominats                                                                       | Títol                                | Personatge                                                      |
| ----------- | ------------------------------------------------------------------------------------------ | ------------------------------------ | --------------------------------------------------------------- |
| 2000 (13ns) | Sergi López                                                                                | Harry, un amic que us estima         | Harry                                                           |
| 2000 (13ns) | Jamie Bell                                                                                 | Billy Elliot                         | Billy Elliot                                                    |
| 2000 (13ns) | Bruno Ganz                                                                                 | Pane e tulipane                      | Fernando Girasole                                               |
| 2000 (13ns) | Ingvar Eggert Sigurðsson                                                                   | Englar alheimsins                    | Páll                                                            |
| 2000 (13ns) | Krzysztof Siwczyk                                                                          | Wojaczek                             | Rafal Wojaczek                                                  |
| 2000 (13ns) | Stellan Skarsgård                                                                          | Aberdeen                             | Tomas Heller                                                    |
| 2001 (14ns) | Ben Kingsley                                                                               | Sexy Beast                           | Don Logan                                                       |
| 2001 (14ns) | Jesper Christensen                                                                         | Bænken                               | Kaj                                                             |
| 2001 (14ns) | Branko Đurić                                                                               | Ničija zemlja                        | Čiki                                                            |
| 2001 (14ns) | Michael Caine Tom Courtenay, David Hemmings Bob Hoskins Ray Winstone (Cast de Last Orders) | Last Orders                          | Jack Dodds Vic Tucker Lenny Ray Johnson Vince Dodds             |
| 2001 (14ns) | Michel Piccoli                                                                             | Je rentre à la maison                | Gilbert Valence                                                 |
| 2001 (14ns) | Stellan Skarsgård                                                                          | Prendre partit                       | Wilhelm Furtwängler                                             |
| 2002 (15ns) | Sergio Castellitto                                                                         | Bella Martha L'ora di religione      | Mario Ernesto Picciafuocco                                      |
| 2002 (15ns) | Javier Bardem                                                                              | Los lunes al sol                     | Santa                                                           |
| 2002 (15ns) | Javier Cámara                                                                              | Hable con ella                       | Benigno Martín                                                  |
| 2002 (15ns) | Martin Compston                                                                            | Sweet Sixteen                        | Liam                                                            |
| 2002 (15ns) | Olivier Gourmet                                                                            | Le fils                              | Olivier                                                         |
| 2002 (15ns) | Markku Peltola                                                                             | Mies vailla menneisyyttä             | M                                                               |
| 2002 (15ns) | Timothy Spall                                                                              | All or Nothing                       | Phil                                                            |
| 2003 (16ns) | Daniel Brühl                                                                               | Good Bye Lenin!                      | Alexander "Alex" Kerner                                         |
| 2003 (16ns) | Chiwetel Ejiofor                                                                           | Dirty Pretty Things                  | Okwe/Olatokumbo Fadipe                                          |
| 2003 (16ns) | Tómas Lemarquis                                                                            | Nói albinói                          | Nói                                                             |
| 2003 (16ns) | Luigi Lo Cascio                                                                            | La meglio gioventù                   | Nicola Carati                                                   |
| 2003 (16ns) | Jean Rochefort                                                                             | L'homme du train                     | Monsieur Manesquier                                             |
| 2003 (16ns) | Bruno Todeschini                                                                           | Son frère                            | Thomas                                                          |
| 2004 (17ns) | Javier Bardem                                                                              | Mar adentro                          | Ramón Sampedro                                                  |
| 2004 (17ns) | Daniel Brühl                                                                               | Die fetten Jahre sind vorbei         | Jan                                                             |
| 2004 (17ns) | Bruno Ganz                                                                                 | L'enfonsament                        | Adolf Hitler                                                    |
| 2004 (17ns) | Gérard Jugnot                                                                              | Les cchoristes                       | Clement Mathieu                                                 |
| 2004 (17ns) | Bogdan Stupka                                                                              | Svoi                                 | Ivan Blinov                                                     |
| 2004 (17ns) | Birol Ünel                                                                                 | Gegen die Wand                       | Cahit Tomruk                                                    |
| 2005 (18ns) | Daniel Auteuil                                                                             | Caché                                | Georges Laurent                                                 |
| 2005 (18ns) | Romain Duris                                                                               | De tant bategar se m'ha parat el cor | Thomas Seyr                                                     |
| 2005 (18ns) | Henry Hübchen                                                                              | Alles auf Zucker!                    | Jakob "Jaeckie Zucker" Zuckermann                               |
| 2005 (18ns) | Ulrich Matthes                                                                             | Der neunte Tag                       | Henri Kremer                                                    |
| 2005 (18ns) | Jérémie Renier                                                                             | L'enfant                             | Bruno                                                           |
| 2005 (18ns) | Ulrich Thomsen                                                                             | Brødre                               | Michael                                                         |
| 2006 (19ns) | Ulrich Mühe                                                                                | La vida dels altres                  | Hauptmann Gerd Wiesler                                          |
| 2006 (19ns) | Patrick Chesnais                                                                           | Je ne suis pas là pour être aimé     | Jean-Claude Delsart                                             |
| 2006 (19ns) | Jesper Christensen                                                                         | Drabet                               | Carsten                                                         |
| 2006 (19ns) | Mads Mikkelsen                                                                             | Efter brylluppet                     | Jacob Petersen                                                  |
| 2006 (19ns) | Cillian Murphy                                                                             | The Wind That Shakes the Barley      | Damien O'Donovan                                                |
| 2006 (19ns) | Cillian Murphy                                                                             | Breakfast on Pluto                   | Patrick/Patricia "Kitten" Braden                                |
| 2006 (19ns) | Silvio Orlando                                                                             | Il caimano\|                         | Bruno Bonomo                                                    |
| 2007 (20ns) | Sasson Gabai                                                                               | Bikur Ha-Tizmoret                    | Tinent-coronel Tawfiq Zacharya                                  |
| 2007 (20ns) | Elio Germano                                                                               | Mio fratello è figlio unico          | Accio Benassi                                                   |
| 2007 (20ns) | Miki Manojlović                                                                            | Irina Palm                           | Miklos                                                          |
| 2007 (20ns) | James McAvoy                                                                               | The Last King of Scotland            | Dr. Nicholas Garrigan                                           |
| 2007 (20ns) | Michel Piccoli                                                                             | Belle Toujours                       | Henri Husson                                                    |
| 2007 (20ns) | Ben Whishaw                                                                                | El perfum: història d'un assassí     | Jean-Baptiste Grenouille                                        |
| 2008 (21ns) | Toni Servillo                                                                              | Il divo Gomorra                      | Giulio Andreotti Franco                                         |
| 2008 (21ns) | Michael Fassbender                                                                         | Hunger                               | Bobby Sands                                                     |
| 2008 (21ns) | Thure Lindhardt Mads Mikkelsen                                                             | Flammen & Citronen                   | Bent Faurschou-Hviid / Flammen Jørgen Haagen Schmith / Citronen |
| 2008 (21ns) | James McAvoy                                                                               | Expiació                             | Robbie Turner                                                   |
| 2008 (21ns) | Jürgen Vogel                                                                               | L'onada                              | Rainer Wenger                                                   |
| 2008 (21ns) | Elmar Wepper                                                                               | Kirschbluten - Hanami                | Rudi Angermeier                                                 |
| 2009 (22ns) | Tahar Rahim                                                                                | Un profeta                           | Malik El-Djebena                                                |
| 2009 (22ns) | Moritz Bleibtreu                                                                           | Der Baader Meinhof Komplex           | Andreas Baader                                                  |
| 2009 (22ns) | Steve Evets                                                                                | Buscant l'Eric                       | Eric Bishop                                                     |
| 2009 (22ns) | David Kross                                                                                | El lector                            | Michael Berg                                                    |
| 2009 (22ns) | Dev Patel                                                                                  | Slumdog Millionaire                  | Jamal Malik                                                     |
| 2009 (22ns) | Filippo Timi                                                                               | Vincere                              | Benito Mussolini i Benito Albino Mussolini                      |

### 2010s
| Any                    | Guanyador i nominats              | Títol                           | Personatge                    |
| ---------------------- | --------------------------------- | ------------------------------- | ----------------------------- |
| 2010 (23ns)            | Ewan McGregor                     | L'escriptor                     | The Ghost                     |
| 2010 (23ns)            | Jakob Cedergren                   | Submarino                       | Nick                          |
| 2010 (23ns)            | Elio Germano                      | La nostra vita                  | Claudio                       |
| 2010 (23ns)            | George Piştereanu                 | Eu când vreau să fluier, fluier | Silviu                        |
| 2010 (23ns)            | Luis Tosar                        | Celda 211                       | Malamadre                     |
| 2011 (24ns)            | Colin Firth                       | El discurs del rei              | Jordi VI del Regne Unit       |
| 2011 (24ns)            | Jean Dujardin                     | The Artist                      | George Valentin               |
| 2011 (24ns)            | Mikael Persbrandt                 | En un món millor                | Anton                         |
| 2011 (24ns)            | Michel Piccoli                    | Habemus Papam                   | Cardenal Melville/el Papa     |
| 2011 (24ns)            | André Wilms                       | Le Havre                        | Marcel Marx                   |
| 2012 (25ns)            | Jean-Louis Trintignant            | Amor                            | Georges Laurent               |
| 2012 (25ns)            | François Cluzet Omar Sy           | Intocable                       | Philippe Driss Bassary        |
| 2012 (25ns)            | Michael Fassbender                | Shame                           | Brandon Sullivan              |
| 2012 (25ns)            | Mads Mikkelsen                    | Jagten                          | Lucas                         |
| 2012 (25ns)            | Gary Oldman                       | El talp                         | George Smiley/"Beggarman"     |
| 2013 (26ns)            | Toni Servillo                     | La grande bellezza              | Jep Gambardella               |
| 2013 (26ns)            | Jude Law                          | Anna Karenina                   | Alexei Alexandrovich Karenin  |
| 2013 (26ns)            | Johan Heldenbergh                 | Alabama Monroe                  | Didier Bontinck               |
| 2013 (26ns)            | Fabrice Luchini                   | A la casa                       | Germain Germain               |
| 2013 (26ns)            | Tom Schilling                     | Oh Boy!                         | Niko Fischer                  |
| 2014 (27ns)            | Timothy Spall                     | Mr. Turner                      | Joseph Mallord William Turner |
| 2014 (27ns)            | Brendan Gleeson                   | Calvary                         | Father James                  |
| 2014 (27ns)            | Tom Hardy                         | Locke                           | Ivan Locke                    |
| 2014 (27ns)            | Aleksei Serebryakov               | Leviatan / Левиафан             | Kolya Sergeyev                |
| 2014 (27ns)            | Stellan Skarsgård                 | Nymphomaniac                    | Seligman                      |
| 2015 (28ns)            |                                   |                                 |                               |
| Michael Caine          | Youth                             | Fred Ballinger                  |                               |
| Tom Courtenay          | 45 Years                          | Geoff Mercer                    |                               |
| Colin Farrell          | Llagosta                          | David                           |                               |
| Christian Friedel      | 13 minuts per matar a Hitler      | Georg Elser                     |                               |
| Vincent Lindon         | La Loi du marché                  | Thierry Taugourdeau             |                               |
| 2016 (29ns)            |                                   |                                 |                               |
| Peter Simonischek      | Toni Erdmann                      | Winfried Conradi / Toni Erdmann |                               |
| Javier Cámara          | Truman                            | Tomás                           |                               |
| Hugh Grant             | Florence Foster Jenkins           | St. Clair Bayfield              |                               |
| Dave Johns             | I, Daniel Blake                   | Daniel Blake                    |                               |
| Burghart Klaußner      | El cas Fritz Bauer                | Fritz Bauer                     |                               |
| Rolf Lassgård          | Un home anomenat Ove              | Ove                             |                               |
| 2017 (30ns)            |                                   |                                 |                               |
| Claes Bang             | The Square                        | Christian                       |                               |
| Nahuel Pérez Biscayart | 120 battements par minute         | Sean Dalmazo                    |                               |
| Colin Farrell          | The Killing of a Sacred Deer      | Steven Murphy                   |                               |
| Josef Hader            | Stefan Zweig: Adeu a Europa       | Stefan Zweig                    |                               |
| Jean-Louis Trintignant | Happy End                         | Georges Laurent                 |                               |
| 2018 (31ns)            |                                   |                                 |                               |
| Marcello Fonte         | Dogman                            | Marcello                        |                               |
| Jakob Cedergren        | Den skyldige                      | Asger Holm                      |                               |
| Rupert Everett         | La importància de ser Oscar Wilde | Oscar Wilde                     |                               |
| Sverrir Gudnason       | Borg vs McEnroe                   | Björn Borg                      |                               |
| Tomasz Kot             | Zimna wojna                       | Wiktor Warski                   |                               |
| Victor Polster         | Girl                              | Lara                            |                               |
| 2019 (32ns)            |                                   |                                 |                               |
| Antonio Banderas       | Dolor y gloria                    | Salvador Mallo                  |                               |
| Jean Dujardin          | L'oficial i l'espia               | Picquart                        |                               |
| Pierfrancesco Favino   | El traïdor                        | Tommaso Buscetta                |                               |
| Levan Gelbakhiani      | And Then We Danced                | Merab                           |                               |
| Alexander Scheer       | Gundermann                        | Gerhard Gundermann              |                               |
| Ingvar E. Sigurdsson   | Hvítur, Hvítur Dagur              | Ingimundur                      |                               |

### 2020s
| Any               | Guanyador i nominats   | Títol                         | Personatge           |
| ----------------- | ---------------------- | ----------------------------- | -------------------- |
| 2020 (33ns)       | Mads Mikkelsen         | Una altra ronda               | Martin               |
| 2020 (33ns)       | Bartosz Bielenia       | Boże Ciało                    | Daniel               |
| 2020 (33ns)       | Goran Bogdan           | Otac                          | Nikola               |
| 2020 (33ns)       | Elio Germano           | Volevo nascondermi            | Antonio Ligabue      |
| 2020 (33ns)       | Luca Marinelli         | Martin Eden                   | Martin Eden          |
| 2020 (33ns)       | / Viggo Mortensen      | Falling                       | John Petersen        |
| 2021 (34ns)       | / Anthony Hopkins      | El pare                       | Anthony              |
| 2021 (34ns)       | Iuri Borisov           | Hytti nro 6/ Купе номер шесть | Vadim                |
| 2021 (34ns)       | Vincent Lindon         | Titane                        | Vincent              |
| 2021 (34ns)       | / Tahar Rahim          | The Mauritanian               | Mohamedou Ould Slahi |
| 2021 (34ns)       | Franz Rogowski         | Große Freiheit                | Hans Hoffmann        |
| 2022 (35ns)       | / Zlatko Burić         | Triangle of Sadness           | Dmitry               |
| 2022 (35ns)       | / Elliott Crosset Hove | Vanskabte Land                | Lucas                |
| 2022 (35ns)       | Eden Dambrine          | Close                         | Léo                  |
| 2022 (35ns)       | Pierfrancesco Favino   | Nostalgia                     | Felice Lasco         |
| 2022 (35ns)       | Paul Mescal            | Aftersun                      | Calum                |
| 2023 (36ns)       |                        |                               |                      |
| Mads Mikkelsen    | Bastarden              | Ludvig Kahlen                 |                      |
| Thomas Schubert   | Roter Himmel           | Leon                          |                      |
| Jussi Vatanen     | Kuolleet lehdet        | Holappa                       |                      |
| Josh O'Connor     | La chimera             | Arthur                        |                      |
| Christian Friedel | The Zone of Interest   | Rudolf Höss                   |                      |

## Múltiples guanyadors i nominats

### Múltiples guanyadors
| Premis | Actor          |
| ------ | -------------- |
| 2      | Daniel Auteuil |
| 2      | Toni Servillo  |
| 2      | Mads Mikkelsen |

### Major nombre de nominacions
| Nominacions | Actor                    |
| ----------- | ------------------------ |
| 5           | Mads Mikkelsen           |
| 3           | Javier Bardem            |
| 3           | Elio Germano             |
| 3           | Michel Piccoli           |
| 3           | Stellan Skarsgård        |
| 2           | Daniel Auteuil           |
| 2           | / Daniel Brühl           |
| 2           | Michael Caine            |
| 2           | Javier Cámara            |
| 2           | / Jakob Cedergren        |
| 2           | Jesper Christensen       |
| 2           | Tom Courtenay            |
| 2           | Jean Dujardin            |
| 2           | Rupert Everett           |
| 2           | Colin Farrell            |
| 2           | / Michael Fassbender     |
| 2           | Pierfrancesco Favino     |
| 2           | Bruno Ganz               |
| 2           | Bob Hoskins              |
| 2           | Vincent Lindon           |
| 2           | James McAvoy             |
| 2           | Cillian Murphy           |
| 2           | Tahar Rahim              |
| 2           | Toni Servillo            |
| 2           | Ingvar Eggert Sigurðsson |
| 2           | Timothy Spall            |
| 2           | Ulrich Thomsen           |
| 2           | Philippe Torreton        |
| 2           | Jean-Louis Trintignant   |
| 2           | Ray Winstone             |